# Маяк Городецкий
Мая́к Городе́цкий — посёлок в городском округе ЗАТО Островной Мурманской области России.

## Этимология
Посёлок назван по расположенному здесь маяку (архитектор П. П. Рудавский).

## География
Посёлок находится на высоком скалистом берегу губы Сазонова Белого моря, на расстоянии 75 км к юго-востоку от города Островной, административного центра округа.

## Население
| 2002 | 2010 |
| ---- | ---- |
| 13   | ↘6   |

### Половой состав
По данным Всероссийской переписи населения 2010 года, численность населения посёлка составляет 6 человек, из них 2 мужчин (33,3 %) и 4 женщины (66,7 %).